# Чижево (Московская область)
Чижево — деревня в Сергиево-Посадском районе Московской области, в составе муниципального образования Сельское поселение Шеметовское (до 29 ноября 2006 года входила в состав Марьинского сельского округа).

## Население
| 2002 | 2006 | 2010 |
| ---- | ---- | ---- |
| 6    | →6   | ↗10  |

## География
Чижево расположено примерно в 35 км (по шоссе) на северо-запад от Сергиева Посада, на водоразделе левых притоков Дубны Вели и Шибахты, высота центра деревни над уровнем моря — 236 м. Деревня связана автобусным сообщением с райцентром и соседними населёнными пунктами.